# Palo Prieto
Palo Prieto es una localidad del estado mexicano de Morelos. Es parte del municipio de Tlaltizapán.

## Demografía
| Censo | Población |
| ----- | --------- |
| 2000  | 1061      |
| 2010  | 1012      |
| 2020  | 1308      |